# Nagy Fermat-tétel

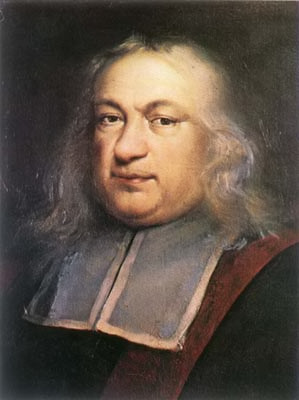
Pierre de Fermat, a rejtélyes sejtés kiötlője

Pierre de Fermat a következő megjegyzést fűzte Diophantosz Aritmetika című könyvéhez:
Lehetetlen egy egész szám másodiknál nagyobb hatványát két ugyanannyiadfokú hatvány összegére bontani.
Emellett még azt is állította, hogy ezt be tudja bizonyítani, csak „kevés a margó, semhogy befogadná”. Fermat sejtésének némiképp formálisabb megfogalmazása a következő:
Az {\displaystyle a^{n}+b^{n}=c^{n}} diofantoszi egyenletnek nincs megoldása 2-nél nagyobb egész n esetén a nemnulla egész számok körében.
Természetesen n = 2-re az egyenletnek megoldásai a pitagoraszi számhármasok.
A Fermat állítása szerint létező eredeti bizonyítást máig nem sikerült megtalálni. Az utókor rendre igazolni tudta Fermat minden más tételét, ám ez a kijelentés makacsul tartotta magát – így vált ez Fermat utolsó tételévé, a nagy Fermat-sejtéssé, melyet csak 1994-ben sikerült bizonyítani. Andrew Wiles bizonyítása óta nagy Fermat-tételen (vagy Fermat–Wiles-tételen) azt a kijelentést értjük, hogy a Fermat-sejtés állítása bizonyított.

## A problémakör
{\displaystyle n=2}-re a jól ismert Pitagorasz-tételt leíró egyenletet ({\displaystyle a^{2}+b^{2}=c^{2}}) kapjuk, melynek van (végtelen sok) egész megoldása: például 3, 4, 5 vagy 5, 12, 13. Ezeknek az ún. pitagoraszi számhármasoknak a léte azt mutatja, hogy van olyan eset, hogy két, egységnyi oldalú négyzetekből összerakott négyzetből pontosan kirakható egy nagyobb négyzet. A Fermat-tétel a síkbeli (2 dimenziós) Pitagorasz-tétel n dimenziós általánosításáról szól: azt mondja ki, hogy ezt térben (sőt bármely 2-nél nagyobb dimenzió esetén!) sosem lehet megtenni, azaz két, egységnyi oldalú kockákból épített kocka kiskockái sosem adnak ki egy teljes nagyobb kockát.

## A sejtés megszületése

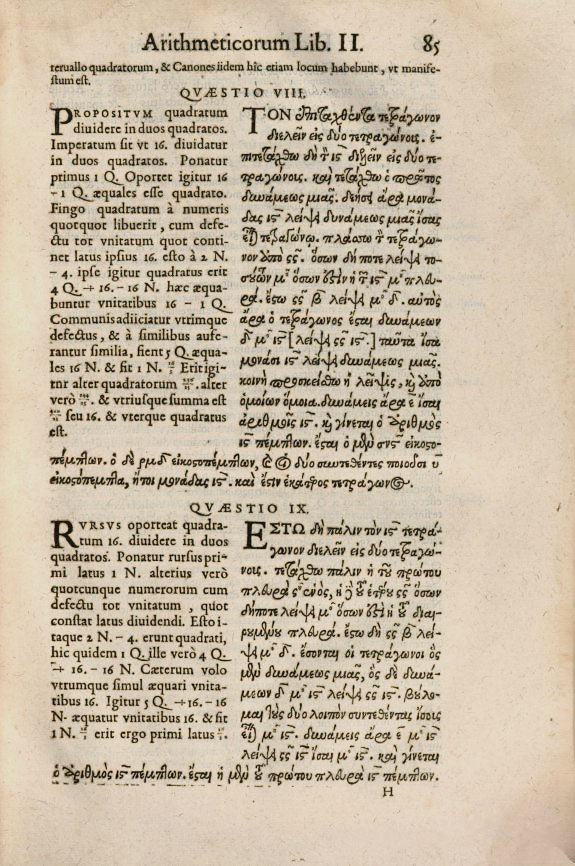
Diophantosz Arithmetica című művének 85. oldala, melynek margója túl keskeny volt

A sejtéssel vélhetően sokan foglalkoztak, mégis egy 17. században élt Pierre de Fermat nevű fiatal francia matematikus (polgári foglalkozását tekintve jogász) nevéhez fűződik, aki saját bevallása szerint megtalálta a bizonyítást, ugyanis egy általa éppen olvasott könyv (Diophantosz egy műve) margójára a következőt írta:
Cubum autem in duos cubos, aut quadratoquadratum in duos quadratoquadratos, et generaliter nullam in infinitum ultra quadratum potestatem in duos eiusdem nominis fas est dividere cuius rei demonstrationem mirabilem sane detexi. Hanc marginis exiguitas non caperet.
Azaz:
Lehetetlen egy köbszámot felírni két köbszám összegeként, vagy egy negyedik hatványt felírni két negyedik hatvány összegeként, általában lehetetlen bármely magasabb hatványt felírni két ugyanolyan hatvány összegeként igazán csodálatos bizonyítást találtam erre a tételre. A margó azonban túlságosan keskeny, semhogy ideírhatnám.
A bizonyítást eddig egy kutatónak sem sikerült iratai között megtalálnia, ha egyáltalán leírta és létezett. Titkát magával vitte a sírba. Azóta számtalan matematikus kereste a tétel bizonyítását, köztük a legnevesebbek is, a 20. század végéig azonban senkinek nem sikerült meglelnie. Ma a matematikusok többségének az a véleménye, hogy Fermat tévedett, „csodálatos bizonyítása”, melyet valószínűleg csak fejben gondolt végig és nem elég alaposan, hibás lehetett.

## Bizonyítási nehézségek

### Egyszerűsítések
Először is, feltehetjük, hogy x, y, z páronként relatív prímek. Valóban, ha {\displaystyle x^{n}+y^{n}=z^{n}} teljesül és, mondjuk x-nek és y-nak van közös d osztója, akkor d osztja z-t is és így végigoszthatjuk {\displaystyle d^{n}}-nel az egyenletet: {\displaystyle X^{n}+Y^{n}=Z^{n}}, ahol {\displaystyle X=x/d}, {\displaystyle Y=y/d} és {\displaystyle Z=z/d}.
Továbbá, ha igazoltuk a sejtést egy n kitevőre, akkor az igaz n minden többszörösére is. Ez onnan adódik, hogy minden nm-edik hatvány egyszersmind n-edik hatvány is: {\displaystyle x^{nm}=(x^{m})^{n}}.
Végül elég a sejtést az n=4 esetre és a páratlan prím kitevők esetére igazolni. Valóban, ha ezeket az eseteket beláttuk, tetszőleges n>2 esetén így okoskodhatunk: ha n-nek van páratlan prím osztója, a fenti megjegyzéssel készen vagyunk. Ha nincs, akkor n csak kettő valamelyik hatványa lehet, s mivel n>2, n osztható 4-gyel és ismét a fenti megjegyzésre és az n=4 speciális esetre hivatkozunk.

Ennek fényében a Fermat-sejtést úgy is szokták fogalmazni, hogy p>2 prímre az {\displaystyle x^{p}+y^{p}+z^{p}=0} egyenletnek nincs olyan egész megoldása, amire {\displaystyle xyz\neq 0}. Ugyancsak szokás első esetnek nevezni, ha azt is feltesszük, hogy p nem osztja x, y, z egyikét sem, a második eset pedig az, ha p osztja valamelyiket. Az első eset általában jóval könnyebb a másodiknál. Például p=3-ra úgy okoskodhatunk, hogy ha x nem osztható 3-mal, akkor {\displaystyle x^{3}} 9-cel osztva ±1-et ad maradékul: 
De ha 9-cel osztva {\displaystyle x^{3}}, {\displaystyle y^{3}}, {\displaystyle z^{3}} mindegyike 1-et vagy −1-et ad maradékul, akkor {\displaystyle x^{3}+y^{3}+z^{3}} semmiképpen sem lehet 9-cel osztható, így 0 sem. Hasonlóan okoskodhatunk p=5 esetén is.

### Konkrét esetek

#### Azn= 4 eset
Az n = 4 esetet maga Fermat igazolta a végtelen leszállás módszerével. Azt az erősebb állítást igazoljuk, hogy az {\displaystyle x^{4}+y^{4}=z^{2}} egyenletnek nincs megoldása a pozitív egészek körében.
Tegyük fel tehát, hogy {\displaystyle x^{4}+y^{4}=z^{2}}. Belátjuk, hogy van olyan megoldás is, amiben z értéke kisebb. Feltehetjük, hogy x,y,z páronként relatív prímek.
Könnyen belátható, hogy z páratlan (ha z páros, akkor x,y páratlan lenne, de ez esetben a bal oldali kifejezés mindig 2-t adna maradékul 4-gyel osztva, míg a jobb oldali 0-t), s emiatt az x és y közül pontosan az egyik, mondjuk x páros.
Átrendezve
Itt a jobb oldal két tényezőjének ugyanaz a paritása, tehát mindkettő páros. Ha 2-nél nagyobb közös osztójuk lenne, akkor az osztaná a két tényező összegét (2z-t) és különbségét (2y^2-et) is, ami lehetetlen, hiszen y és z relatív prímek. Így a két tényező legnagyobb közös osztója 2.
Ez kétféleképpen valósulhat meg.
Első eset. {\displaystyle z-y^{2}=2a^{4}}, {\displaystyle z+y^{2}=8b^{4}} alkalmas a, b egész számokkal, ahol a páratlan.
Ekkor {\displaystyle y^{2}=4b^{4}-a^{4}}, de ez nem lehet, mert így a bal oldali kifejezés 4-gyel osztva 1-et, a jobb oldal viszont 4-gyel osztva 3-at adna maradékul.
Második eset. {\displaystyle z-y^{2}=8a^{4}}, {\displaystyle z+y^{2}=2b^{4}} alkalmas a, b pozitív egész számokkal, b páratlan.
Ekkor
A két tényezőnek 2 nyilván közös osztója. Ha 2-nél nagyobb közös osztójuk lenne, akkor az osztaná 2y-t és 2b^2-et is, így teljesülne {\displaystyle (b,y)>1}, tehát {\displaystyle (y,z)>1} is (hiszen {\displaystyle z=2b^{4}-y^{2}}), amit kizártunk.
Ezért {\displaystyle b^{2}-y=2c^{4}}, {\displaystyle b^{2}+y=2d^{4}} alkalmas c, d pozitív egész számokra. Innen {\displaystyle c^{4}+d^{4}=b^{2}}.
Ezzel az eredeti egyenlethez hasonlót kaptunk, továbbá {\displaystyle y^{4}<z^{2}} miatt {\displaystyle y^{2}<z}, s mivel {\displaystyle z+y^{2}=2b^{4}} teljesül, {\displaystyle 2b^{4}<2z}, így {\displaystyle b<z}.

#### Azn= 3 eset
Az n = 3 esetet Euler igazolta. Bizonyítása, amit Algebra című művében írt le, nem teljes. Teljes bizonyítást adott Gauss, aki azt igazolta, hogy az egyenletnek nincs megoldása az Eisenstein-egészek körében. Bizonyításának alapgondolata a következő volt. Azt igazoljuk, hogy az Eisenstein-egészek körében nincs megoldása az
egyenletnek, ahol x, y, z nemnulla (tehát a megoldás nemtriviális) és u egység. Ehhez először is megállapítja, hogy minden megoldás esetén x, y vagy z osztható a {\displaystyle \lambda =1-\omega } Eisenstein-prímmel. Ha pedig van egy megoldás, amiben az egyik Eisenstein-szám {\displaystyle \lambda }-nak pontosan n-edik hatványával osztható, akkor van olyan nemtriviális megoldás is, amiben az egyik szám {\displaystyle \lambda } kisebb hatványával osztható, a többi pedig nem osztható. Ez végtelen leszálláshoz, tehát ellentmondáshoz vezet.

#### További esetek
Az n = 5 esetet Dirichlet és Legendre látta be 1825-ben. Az n = 14 eset megoldhatatlanságát Dirichlet 1832-ben igazolta. 1839-ben Lamé lezárta az n = 7 esetet.
1823-ban Sophie Germain igazolta, hogy ha p > 2 úgynevezett Sophie Germain-prím, azaz amire q = 2p + 1 is prím, akkor p-re az első esetnek nincs megoldása.
1847. március 1-jén Lamé bejelentette a Francia Tudományos Akadémiának, hogy, Liouville ideáit használva, bebizonyította az általános esetet. Ötlete az volt, hogy az {\displaystyle x^{p}+y^{p}=z^{p}} egyenletet nem az egész számok körében, hanem {\displaystyle {\mathbf {Z} }[\zeta _{p}]}-ben vizsgálta, ahol {\displaystyle \zeta _{p}} egy primitív p-edik egységgyök. Ebben a gyűrűben a bal oldal elsőfokú faktorokra esik szét:
és ezeknek a faktoroknak legfeljebb {\displaystyle 1-\zeta _{p}} lehet a közös prímosztójuk. Már az említett ülésen maga Liouville rámutatott, hogy az okoskodás implicite felhasználja, hogy a számelmélet alaptétele teljesül {\displaystyle {\mathbf {Z} }[\zeta _{p}]}-ben, ami legalábbis bizonyításra szorul. Nem sokkal ezután Kummer rámutatott, hogy p = 23-ra nem is teljesül az egyértelmű prímfaktorizáció tétele. A helyzet megmentésére Kummer kidolgozta az ideálok elméletét és így sikerült igazolnia a Fermat-sejtést az úgynevezett reguláris prímekre. A p prímszám reguláris, ha p nem osztója a {\displaystyle {\mathbf {Q} }(\zeta _{p})} körosztási test osztályszámának. A 100-nál kisebb prímszámok közül csak 37, 59 és 67 nem reguláris, úgyhogy ezeket az eseteket más módszerrel kezelve Kummernek 1857-ben sikerült a Fermat-sejtést minden 100-nál kisebb kitevőre igazolnia. Másrészt megoldatlan sejtés, hogy végtelen sok reguláris prím van-e, míg azt tudjuk, hogy az irreguláris prímekből végtelen sok van (K. L. Jensen, 1915).
1909-ben Wieferich igazolta, hogy ha p>2-re az első esetnek van megoldása, akkor
1913-ban Meissner belátta, hogy ez teljesül p = 1093-ra, 1922-ben Beeger pedig p = 3511-re. Számítógépekkel kimutatták, hogy nincs több ilyen {\displaystyle p<3\cdot 10^{9}}.

### A Fermat-tétel bizonyítása
A Fermat-tétel az egyik leghosszabb ideig bizonyítatlanul maradó sejtés volt. A ma ismert bizonyítás Andrew Wiles princetoni professzor érdeme: hétévnyi titokban végzett munkával sikerült belátnia az állítást 1995-ben. Noha korunkban egyre inkább az a jellemző, hogy a bizonyításokon és egyéb tudományos felfedezéseken többfős kutatócsapatok dolgoznak, Wiles majdnem végig önállóan dolgozott. A bizonyítás első, 1993-as prezentálása után egy látszólag fatális hibát fedeztek fel, ám Wilesnak egy tanítványa segítségével 1994 őszére sikerült kijavítania a bizonyítást, amelyet végül 1995-ben fogadtak el. A bizonyítás olyan összetett, hogy a számelméleti matematikusok közül is csak néhányan képesek megérteni.

## Euler általánosítása
1769 körül Leonhard Euler kimondta azt az általánosabb sejtést, hogy {\displaystyle n\geq 3}-ra semelyik n-edik hatvány nem áll elő n-nél kevesebb n-edik hatvány összegeként. Ez a sejtés azonban hamis: {\displaystyle 95800^{4}+217519^{4}+414560^{4}=422481^{4}} és {\displaystyle 27^{5}+84^{5}+110^{5}+133^{5}=144^{5}} (L. J. Lander és T. R. Parkin, 1966).

## Érdekességek
- Egy legenda szerint Paul Friedrich Wolfskehl német matematikus életét a Fermat-sejtés mentette meg. Lánykérőbe ment, de kikosarazták, ezért – pontban éjfélkor – öngyilkos akart lenni. Hogy gyorsabban teljen az idő, a könyvtárában lévő matematikai cikkeket kezdte olvasgatni, és felkeltette az érdeklődését Ernst Eduard Kummer írása, amely egy hibát mutatott ki Augustin Cauchy Fermat-sejtésre adott bizonyításában. Wolfskehl hajnalig próbálta bebizonyítani, hogy Cauchy bizonyítása javítható, és annyira fellelkesítette a probléma, hogy visszanyerte az életkedvét. Ezért 100 000 márka jutalmat ajánlott fel annak, aki bebizonyítja a tételt.[1]
- 1994. április 1-jén a matematikusok között körbejárt egy e-mail, ami bejelentette, hogy Noam Elkies, a Harvard Egyetem professzora, igen nagy számokból álló ellenpéldát talált a sejtésre. Ekkor Wiles bizonyítása éppen gyengélkedett: az előző évben felfedezett hézagot csak 1994 októberében tudta áthidalni. Sok matematikus a feszült figyelemben nem figyelt a dátumra, és összes kollégájának elküldte a jól megfogalmazott szakszövegnek álcázott tréfát.

## Megjelenése a kultúrában
- A tétel központi szerepet kap Joanne Sydney Lessner és Joshua Rosenblum musicaljében, melynek címe Fermat's Last Tango (Fermat utolsó tangója).[2][3]
- Wiles és a Fermat-tételen végzett munkája említésre kerül a Star Trek: Deep Space Nine Tükrök (Facets) c. epizódjában. Ez egyben korrigálja a Star Trek: Az új nemzedék The Royale epizódjában elhangzottakat, amiben a Nagy Fermat-tételt megoldatlan problémaként említik.
- Stieg Larsson Millennium-trilógia című krimi-könyvsorozatának középső kötetében (A lány, aki a tűzzel játszik) érintőlegesen megjelenik a Fermat-tétel. A főhősnő matematikai problémák megoldásával köti le magát, a szerző így emeli ki okosságát.
- Arthur C. Clarke - Frederik Pohl Végső bizonyítás című regényében a főszereplő bizonyítást talál a Fermat-tételre, és ezzel világhírűvé válik.
- Guillermo Martinez Oxfordi sorozat című krimije a bizonyítás Andrew Wiles általi bemutatásának idején játszódik és szerepe van a történetben is.
- Tom Stoppard Árkádia című darabjának nyitójelenetében Septimus Hodge a Fermat-sejtés bizonyítását adja feladatul tanítványának, Thomasina Coverly-nek, aki merőben más természetű kérdésre vár választ.[4]
- A Simpson család „The Wizard of Evergreen Terrace” epizódjában Homer Simpson feltalálónak áll, és az egyik jelenetben krétával írogat a táblára. A történet érdekessége, hogy az egyik egyenlet ránézésre megcáfolja a Fermat-tételt.[5]
- Robert Forester A csapda bezárul című fantasztikus könyvében az egyik világban már megoldott, a másikban még megoldásra vár a tétel bizonyítása.